# Mugil
Las lisas comunes o mujoles son el género Mugil, peces de la familia de los mugílidos, distribuidos por todos los mares tropicales y templados, en zonas cercanas a la costa.
Tienen dos aletas dorsales, la primera con solo 4 radios espinosos, separada de la posterior de radios blandos.
Viajan formando grandes cardúmenes; se alimentan de finas algas, diatomeas y de detritos de los sedimentos del fondo.
La mayoría de las especies de Mugil son pescadas y comercializadas para alimentación humana.

## Especies
Existen 17 especies consideradas válidas en este género:
- Mugil bananensis (Pellegrin, 1927) - Lisa banana.
- Mugil brevirostris (Ribeiro, 1915)
- Mugil broussonnetii (Valenciennes, 1836)
- Mugil capurrii (Perugia, 1892) - Galúa africana.
- Mugil cephalus (Linnaeus, 1758) - Lisa común, Múgil común, Mújol, Cabezudo, Lisa cabezona, Capitán, Céfalo, Galupe, Lisa rayada, Lisa pardete, Machuto, etc.
- Mugil curema (Valenciennes, 1836) - Lisa blanca, Jarea, Labrancha, Lisa criolla, Lisa plateada, etc.
- Mugil curvidens (Valenciennes, 1836) - Lisa enana, Lisa dientona o Rabúa.
- Mugil gaimardianus (Desmarest, 1831) - Lisa conejo.
- Mugil galapagensis (Ebeling, 1961)
- Mugil hospes (Jordan y Culver, 1895 ) - Lisa hospe.
- Mugil incilis (Hancock, 1830) - Lisa rayada, Liseta o Zoquito.
- Mugil liza (Valenciennes, 1836) - Lebranche, Lisa de agua dulce o Soco.
- Mugil longicauda Guitart y Alvarez-Lojonchere, 1976
- Mugil margaritae Menezes, Nirchio, Oliveira y Siccharamirez, 2015
- Mugil rubrioculus (Harrison, Nirchio, Oliveira, Ron y Gaviria, 2007)
- Mugil setosus (Gilbert, 1892) - Lisa liseta.
- Mugil trichodon (Poey, 1875) - Lisa amarilla, Lisa blanca, Lisa de abanico o Lisa taunuca.

Además de una especie de taxonomía discutida:
- Mugil platanus (Günther, 1880) - Lisa (en Uruguay).